# Крестянівка
Крестяні́вка (по кінець 1920-х — Сирт-Джайлав, крим. Sırt Caylav, по 1945 рік — Ларіндорф) — село Курманського району Автономної Республіки Крим.
Є центром Крестянівської сільської ради.
Відстань від райцентру до населеного пункта становить 38 кілометрів по прямій.